# Gynanisa hecqui
Gynanisa hecqui is een vlinder uit de familie nachtpauwogen (Saturniidae). De wetenschappelijke naam van de soort is voor het eerst geldig gepubliceerd in 1992 door Philippe Darge.